# 凱斯鮑爾

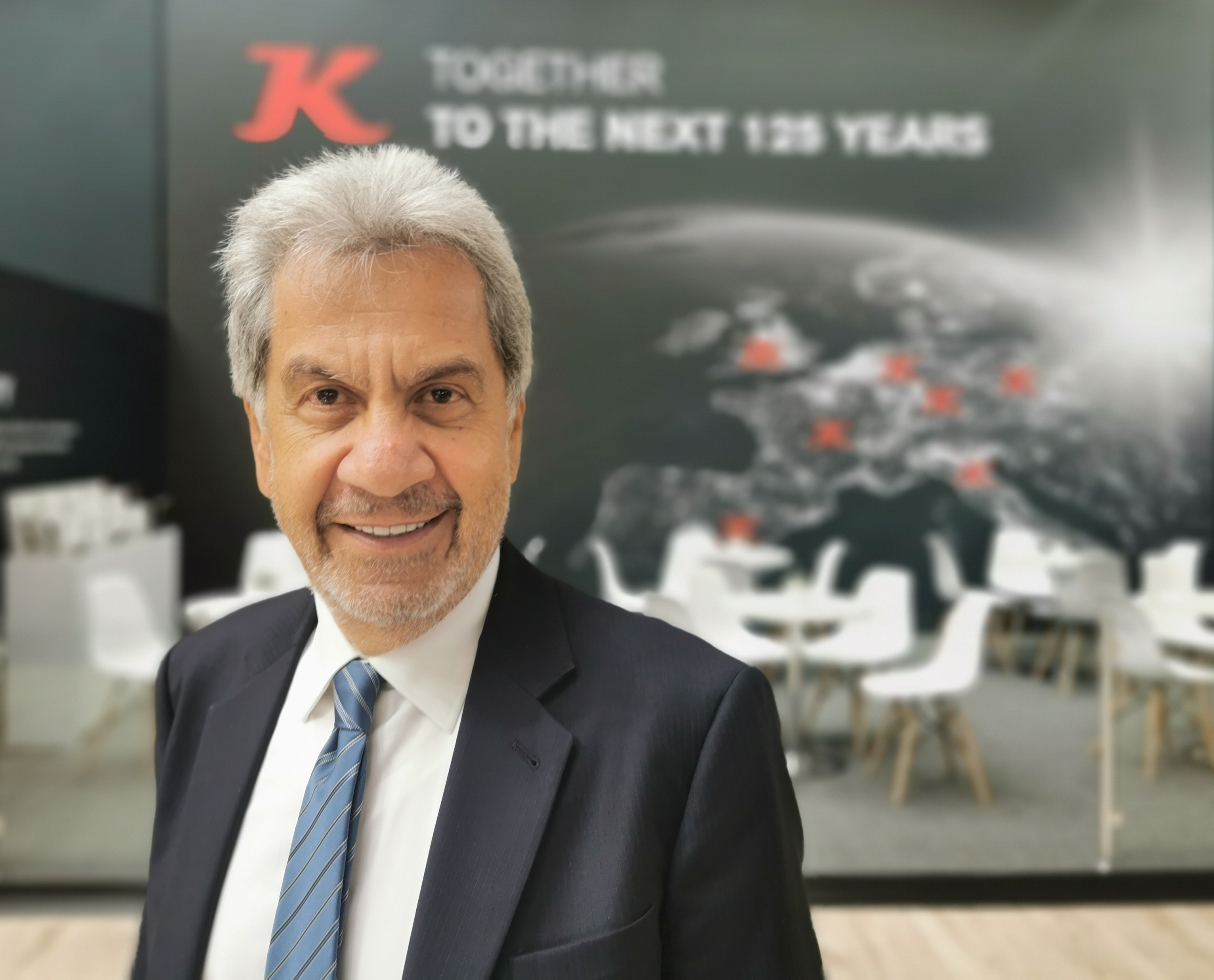
Çetin Nuhoğlu, CEO Tırsan Treyler, owner company of Kässbohrer, 2022

凱斯鮑爾汽車工程有限公司（德語：Karl Kässbohrer Fahrzeugwerke GmbH）是德國烏爾姆的一間汽車製造商。

## 外部連結
- 官方网站